# يورغن إيكيلينكامب
يورغن إيكيلينكامب (مواليد 5 أبريل 2000) هو لاعب كرة قدم هولندي يلعب في مركز الوسط في نادي أياكس أمستردام.

## روابط خارجية
- يورغن إيكيلينكامب على موقع الاتحاد الأوربي (الإنجليزية)
- يورغن إيكيلينكامب على موقع قاعدة بيانات كرة القدم.إي يو (الإنجليزية)
- يورغن إيكيلينكامب على موقع ليكيب (الفرنسية)
- يورغن إيكيلينكامب على موقع Soccerway.com (الإنجليزية)
- يورغن إيكيلينكامب على موقع عالم كرة القدم.نت (الإنجليزية)